# North Bend (Oregón)
North Bend es una ciudad ubicada en el condado de Coos en el estado estadounidense de Oregón. En el año 2000 tenía una población de 9.544 habitantes y una densidad poblacional de 944.9 personas por km².

## Geografía
North Bend se encuentra ubicada en las coordenadas 43°24′23″N 124°13′27″O / 43.40639, -124.22417.

## Demografía
Según la Oficina del Censo en 2000 los ingresos medios por hogar en la localidad eran de $33,333, y los ingresos medios por familia eran $41,755. Los hombres tenían unos ingresos medios de $34,494 frente a los $23,244 para las mujeres. La renta per cápita para la localidad era de $16,703. Alrededor del 14.8% de la población estaban por debajo del umbral de pobreza.